# Огист Кавадини
Огист Баптист Кавадини (фр. Auguste Baptiste Cavadini; Морбио Инфериор, 21. јул 1865 — 18. септембар 1922) био је француски стрелац, бронзани са Летњих олимпијски игара 1900., светски првак и освајач седам медаља на светским првенствима.
На 1. Светском првенству у стрељаштву 1897. у Лиону Кавадини је освојио бронзану медаљу у троставу екипно. У наредном првенству у Торину, екипно у троставу је постао светски првак, а у гађању из стојећег става појединачно сребрну.
На Олимпијским играма у Паризу Кавадини је учествао у такмичењима пуцајућу из војничке пушке. У стојећем ставу је био 10. са 278 бодова, а 17. у клечећем са 286 бодова, а лежећем 7. место са 316 бодова. Пуцањем из тростава у појединачној конкуренцији био је 11. У екипној конкуренцији представници Француске су били трећи, па је освојио бронзану медаљу.
После Олимпијских игара учествовао је на још два светска првенства 1901. и 1902. а добило још три бронзане медаље у екипниом такмичењу у троставу.